# دهستان رودحله
رودحلّه، دهستانی در بخش ریگ شهرستان گناوه در استان بوشهر است.

## تقسمیات کشوری
دهستان رودحله (تنها دهستان بخش ریگ) مشتمل بر نوزده روستا، به مرکزیت روستای «محمدی» است.

## جمعیت
این دهستان ۷٬۵۷۳ نفر (سرشماری رسمی سال ۱۳۹۵) جمعیت دارد. براساس سرشماری سال ۱۳۸۵ جمعیت آن ۷٬۵۷۰ نفر (۱٬۵۹۲ خانوار) بوده‌است.